# Igreja de Santa Maria de Saint-Mary-le-Cros

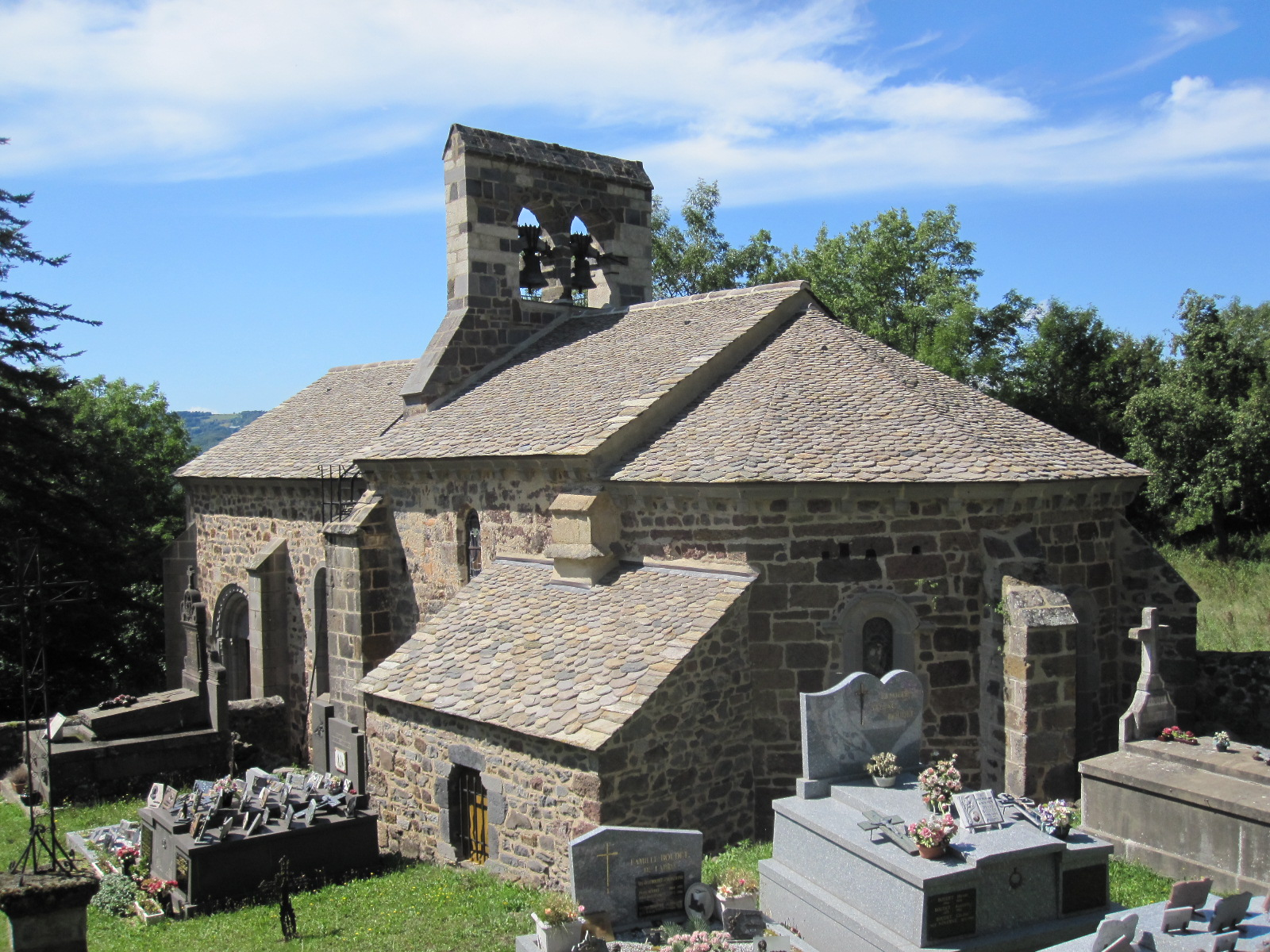
A Igreja

A Igreja de Santa Maria de Saint-Mary-le-Cros é uma igreja católica francesa na cidade de Ferrières-Saint-Mary, no Cantal.

## Localização
A igreja tem vista para o rio Alagnon.